# Augustus (titel)
Augustus (latin "den upphöjde", plural augusti) var en romersk titel. Den feminina formen är Augusta.
Augustus var ursprungligen ett hedernamn som Gaius Julius Caesar Octavianus erhöll av senaten. Under republikansk tid hade namnet haft religiösa övertoner, och ansågs därför passa Octavianus i rollen som "oövervinnelig fredsbringare". Namnet kom att bli en titel för alla efterföljande romerska kejsare (utom Vitellius), och till skillnad från imperator och caesar aldrig för några andra i kejserliga familjen. Under tetrarkin som infördes av kejsar Diocletianus användes augustus av de två överkejsarna medan vicekejsarna kallades caesar.